# Zdzisław Dobrowolski
Zdzisław Dobrowolski (ur. 11 października 1929 w Szwabiszeczkach, zm. 29 grudnia 2010 w Starogardzie Gdańskim) – polski działacz samorządowy i partyjny, ekonomista, były I sekretarz Komitetu Miejskiego PZPR w Starogardzie Gdańskim, w latach 1986–1990 prezydent Starogardu Gdańskiego.

## Życiorys
Syn Leona i Heleny, pochodził z Wileńszczyzny. W 1946 repatriowany na Mazury, w 1948 ukończył liceum ogólnokształcące w Kętrzynie. W 1952 został absolwentem Wyższej Szkoły Handlu Morskiego w Sopocie z tytułem magistra ekonomii. Początkowo zatrudniony w przemyśle drzewnym. Od 1954 do 1981 pracował w Zakładach Farmaceutycznych Polfa w Starogardzie Gdańskim, dochodząc do stanowiska zastępcy dyrektora do spraw ekonomicznych. Przez wiele lat działał też we władzach spółdzielni mieszkaniowej „Kociewie”. W 1962 wstąpił do Polskiej Zjednoczonej Partii Robotniczej. Od czerwca 1981 do kwietnia 1986 pozostawał I sekretarzem Komitetu Miejskiego PZPR w Starogardzie Gdańskim, od stycznia 1984 dodatkowo członkiem plenum Komitetu Wojewódzkiego w Gdańsku. W kwietniu 1986 objął stanowisko ostatniego komunistycznego prezydenta Starogardu Gdańskiego, które zajmował do lata 1990. W 1990 przeszedł na emeryturę.